# Kdepim
KDE PIM (KDE personal information management) — програмне забезпечення для KDE, пакет, що дозволяє організувати своє життя (розклад, будильник, новини тощо).

## Список програм пакету
- Akregator — показує новини
- KMail — поштовий клієнт KDE.
- KAddressBook — записна книжка
- KOrganizer — календар і планувальник
- KonsoleKalandar — командний рядок для календаря в KDE
- KPilot — аналог програм для Palm™.
- Kandy — синхронізація інформації в телефонній книжці, організаторі тощо з мобільним телефоном
- KArm — інтегрується з KOrganizer todo list.
- KNotes — бумажки з записами на робочому столі
- KAlarm — будильник (повідомлення, листи, запуск програм)
- KNode — новини Usenet.
- Kontact — збирає програми KDE PIM разом
- KJots — простий текстовий редактор

## Майданчик тенет
- Сторінка KDE PIM Project (англ.)